# Sorex ornatus
Sorex ornatus е вид бозайник от семейство Земеровкови (Soricidae).

## Разпространение
Видът е разпространен в Мексико и САЩ (Калифорния).